# تيري روجرز
تيري روجرز (بالإنجليزية: Terry Rogers)‏ هو سياسي أسترالي، ولد في 26 نوفمبر 1958 في إبسوتش في أستراليا. حزبياً، نشط في الحزب الوطني الليبرالي في كوينزلاند. وقد انتخب عضو المجلس التشريعي ولاية كوينزلاند.